# Кравченко Ігор Петрович
І́гор Петро́вич Кра́вченко — полковник СБУ.
Станом на квітень 2017-го з дружиною проживає у місті Рівне.

## Нагороди
За особисту мужність і героїзм, виявлені у захисті державного суверенітету та територіальної цілісності України, вірність військовій присязі під час бойових дій та при виконанні службових обов'язків, відзначений — нагороджений
- 13 серпня 2015 року — орденом За мужність ІІІ ступеня.